# Co.no.mi.chi
Singles de Buono!
Rottara Rottara
(2008) My Boy
(2009)
co・no・mi・chi ou Cono Michi est le 6e single du groupe de J-pop Buono!, sorti le 21 janvier 2009 au Japon sur le label Pony Canyon. 
Il atteint la 4e place du classement Oricon. Sortent aussi une édition limitée du single avec un DVD bonus, et une version "Single V" (vidéo) deux semaines plus tard. La chanson-titre sert de générique de fin à la série anime Shugo Chara (2e saison : Shugo Chara!! Doki), et figurera sur le deuxième album du groupe, Buono! 2 de 2009.

## Titres
CD Single
1. co・no・mi・chi
2. Muteki no Mugendai Power (無敵の∞Power?)
3. co・no・mi・chi (instrumental)
4. Muteki no Mugendai Power (instrumental) (無敵の∞Power...?)

DVD de l'édition limitée
1. Jacket Making of (ジャケット撮影メイキング?)

Single V
1. co・no・mi・chi (Music Clip)
2. co・no・mi・chi (Close Up Version)
3. co・no・mi・chi (Dance Shot Version)
4. PV Making of (PV撮影メイキング?)